# Lađanska
Lađanska falu Horvátországban, Eszék-Baranya megyében. Közigazgatásilag Nekcséhez tartozik.

## Fekvése
Eszéktől légvonalban 40, közúton 45 km-re nyugatra, Diakovártól légvonalban 32 közúton 40 km-re északnyugatra, községközpontjától 8 km-re északkeletre, Szlavónia középső részén, a Szlavóniai-síkságon, a Nekcséről Eszékre menő úttól és az Eszékről Verőcére menő vasútvonaltól északra, a Jelisavacot Klokočevcivel összekötő út mentén fekszik. Határának jelentős részét a Ribnjak-Breznica halastórendszer foglalja el. A falunak mindössze két utcája van, melyek Matija Gubec és Jelačić bán nevét viselik.

## Története
A település csak a második világháború után keletkezett a horvát Zagorje, a boszniai Szávamente és Dalmácia területéről ide érkezett horvátok betelepülésével. 1991-ben lakosságának 97%-a horvát nemzetiségű volt. 2011-ben 302 lakosa volt.

## Lakossága
| Lakosság változása | Lakosság változása | Lakosság változása | Lakosság változása | Lakosság változása | Lakosság változása | Lakosság változása | Lakosság változása | Lakosság változása | Lakosság változása | Lakosság változása | Lakosság változása | Lakosság változása | Lakosság változása | Lakosság változása | Lakosság változása |
| ------------------ | ------------------ | ------------------ | ------------------ | ------------------ | ------------------ | ------------------ | ------------------ | ------------------ | ------------------ | ------------------ | ------------------ | ------------------ | ------------------ | ------------------ | ------------------ |
| 1857               | 1869               | 1880               | 1890               | 1900               | 1910               | 1921               | 1931               | 1948               | 1953               | 1961               | 1971               | 1981               | 1991               | 2001               | 2011               |
| 0                  | 0                  | 0                  | 0                  | 0                  | 0                  | 0                  | 0                  | 328                | 506                | 421                | 458                | 400                | 408                | 380                | 302                |

## Nevezetességei
Szent Anna tiszteletére szentelt római katolikus kápolnája a markovaci Szent Márk plébánia filiája. Építése 1982-ben kezdődött és 1986-ban fejeződött be. Ezelőtt a faluban csak egy 1967-ben emelt harangláb állt.

## Oktatás
A településen a jelisavaci Ivan Brnjik-Slovak általános iskola négyosztályos alsó tagozatos területi iskolája működik.

## Sport
Az NK Lađanska labdarúgóklubot 1981-ben alapították. A megyei 3. ligában szerepel.

## Egyesületek
UŽ Lađanska nőegyesület.